# Erromenus alpestrator
Erromenus alpestrator är en stekelart som beskrevs av Aubert 1969. Erromenus alpestrator ingår i släktet Erromenus och familjen brokparasitsteklar. Inga underarter finns listade i Catalogue of Life.